# Uroleucon simlaense
Uroleucon simlaense är en insektsart som beskrevs av Chakrabarti, A.K. Ghosh och D.N. Raychaudhuri 1971. Uroleucon simlaense ingår i släktet Uroleucon och familjen långrörsbladlöss. Inga underarter finns listade i Catalogue of Life.